# داوود بن مروان راقی
داوود ین مروان راقی شیرازی، متولد سال ۹۰۰ میلادی که نیز به نام داوود بابلی یا داوود مقمص شناخته می‌شود؛ از نخستین فیلسوفان یهودی سده‌های میانه بود. وی چندین رساله در نقد مسیحیت نوشت. مقمص متأثر از معتزله بوده‌است. عده‌ای او را تنها پزشک و نه فیلسوف می‌دانند.